# Arthur Gingell
Arthur Gingell (Bristol, 30 settembre 1883 – Cleveland, 20 settembre 1947) è stato un lottatore britannico, specializzato nella lotta libera.

## Palmarès

### Olimpiadi
- Bronzo a Londra 1908 nei pesi leggeri.